# Валандовски покољ
Валандовски покољ је назив за ратни злочин који су починили бугарски војници почетком априла 1915. године у месту Валандово, близу Удова, на југу Вардарске Србије, иако тада Бугарска још није била званично ушла у рат на страни Централних сила.
Током овог мучког напада убили су 281 српског војника на велики православни празник Велики петак. Током Валандовског покоља почињена су зверства од стране бугарских снага, тако да је већина српских војника заклана, између осталих и 20 младих регрута у болесничкој постељи. Лешеви српских војника су скрнављени, сечени бајонетима и ножевима и унакажени. Неки лешеви су спаљивани, постоје подаци да су неки лешеви печени на ражњу. Гробље војника је уништено у време окупације 1915-18.
На месту свирепог покоља, након завршетка Првог светског рата краљ Александар I Карађорђевић подигао је спомен капелу костурницу 1936. године, по замисли Момира Коруновића, која је освештана 01.11.1936. године, десет дана пре Српског војничког гробља Зејтинлик у Солуну, у знак сећања на Валандовске мученике. Тада су овде пренети остаци још 2000 српских војника пострадалих на простору Ђевђелије, Струмице, Дојрана и места Неготино.
Ту су се Срби ових крајева окупљали и редовно одржавали парастосе до 1941. године када је избио Други светски рат. Бугарски фашисти су окупирали вардарски и jужноморавски део Србије, као и мањи део Тимочке Крајине. Током 1941. године провалили су у спомен-капелу, опљачкали све што је могло да се однесе и оскрнавили гробове.
Дуго година након Другог светског рата ову спомен-капелу нико није обилазио, јер је нова комунистичка власт сматрала да споменик није у складу са очувањем братства и јединства.
Средином 1960-их ова спомен-капела почиње да се уређује и Срби у Вардарској Македонији поново долазе на парастосе у Валандовску капелу.
Данас бригу о спомен-костурници и капели води Зоран Стаменковић Моравац.

## Историја догађаја
На почетку Првог светског рата Србија је са Бугарском била у затегнутим односима. 1915. бугарско-турски агитатори и комитске чете почињу да делују на овом простору. Бугарска влада почела је да шаље специјално припремљене диверзантске чете ради оружаних провокација и напада на српске власти у Вардарској Македонији.
Покољ се десио на Велики петак 2. априла 1915. године (20. марта 1915. према тада важећем Јулијанском календару). Након поноћи, Бугари су прешли српско-бугарску границу на седам места у дужини од 34 km, и опколиле све карауле и пограничне стране. Током упада заклали су све српске граничаре. Затим су напали и села. Главна група од 2.000 људи прешла је границу код карауле Чепели и Удова дошли до железничке станице Струмица у Удову и извела први напад. Друга група од око 1.000 људи спустила се у село Пирава и напала положај српске војске која је с те стране бранила Валандово. Остале групе комита напале су Валандово са свих страна.
Бугарске комите су нападале са свих страна и брзо су успеле да ликвидирају малобројну одбрану која је била први одбрамбени штит испред железничке станице. Да битка не буде потпуно изгубљена, заслуга је мајора Павла Блажарића, команданта обезбеђења пруге од Скопља до Ђевђелије. Чим је зачуо прве пуцње, мајор Павле Блажарић је покушао да преплива Вардар, у чему није успео јер је вода била превелика, Вардар је био брз и хладан. Вратио се назад и испео да пређе мост преко Вардара на рукама, са доње стране, држећи се за греде од моста. Успео је да се пробије до железничке станице, одакле је телеграфом упутио позив за помоћ јединицама српске војске у Демир Капији и Ђевђелији.
Око 8 часова бранитељима на мосту прискочио је у помоћ 14. српски корпус из Ђевђелије, а око 10 часова српска посада коначно је успела да одбије напад комита. Српска војска је у контранападу натерала комите да се повуку у Бугарску и у 11 часова завршена је битка код железничке станице.
У одбрани Валандова било је распоређено само 120 српских војника. Око два сата после поноћи започета је опсада Валандова. Комите су успеле да ликвидирају српске војне посаде око Валандова, а посебно жестоке борбе биле су од села Пирава до Валандова и на Валандовском брду.
Бугарске снаге су у 7 часова опколили Валандово са свих страна и заузели га око 11 часова, а сви браниоци су изгинули.